# Operación François
La Operación François fue un intento realizado por la Abwehr de utilizar al pueblo disidente de Kashgai en Irán para sabotear los suministros británicos y estadounidenses con destino a la Unión Soviética.
La Operación François fue dirigida por Otto Skorzeny, quien envió al 502.° Batallón Jäger SS en paracaídas a Irán durante el verano de 1943, la primera misión llevada a cabo por la unidad. Skorzeny, que se quedó para entrenar a más reclutas, calificó la Operación François como "un fracaso" debido principalmente a los refuerzos y suministros inadecuados necesarios para la misión.
Michael Bar-Zohar, en su biografía de Paul Ernst Fackenheim, afirma que durante el cautiverio de Fackenheim en Latrun, donde los británicos también retuvieron al general Fazlollah Zahedi, simpatizante de los nazis, vio "seis o siete prisioneros de las SS que se lanzaron en paracaídas hacia el sur de Irán, cargados con explosivos y oro, y trató de sobornar al Kashgai para que se rebelara contra los británicos [...] una vez que se quedaron sin oro, el Kashgai los entregó a los británicos".